# Lucas Kirnon
Lucas Kirnon (25 ottobre 2003) è un calciatore montserratiano, difensore del Kamloops United e della nazionale montserratiana.

## Carriera

### Club
Nella stagione 2021-2022 ha giocato nella quarta divisione inglese con il Salford City; successivamente ha giocato con il Garstang, club della decima divisione inglese.

### Nazionale
Nel 2022 ha esordito nella nazionale di Montserrat.